# Edvīns
Edvīns ist ein lettischer männlicher Vorname, abgeleitet von Edwin.

## Namensträger
- Edvīns Bārda (1900–1947), lettischer Fußballspieler
- Edvīns Bietags (1908–1983), lettischer Ringer
- Edvīns Ķeņģis (* 1959), lettischer Schachgroßmeister und -trainer
- Edvīns Šnore (* 1974), lettischer Regisseur und Drehbuchautor
- Edvīns Zāģeris (* 1943), lettischer Hürdenläufer